# 皮氏熊蛛
皮氏熊蛛（学名：Arctosa pichoni）为狼蛛科熊蛛属的动物。在中国大陆，分布于浙江等地。该物种的模式产地在杭州。